# Scelio satpurus
Scelio satpurus är en stekelart som beskrevs av Durgadas Mukerjee 1979. Scelio satpurus ingår i släktet Scelio och familjen Scelionidae. Inga underarter finns listade i Catalogue of Life.